# 鉄路改建工程局
鉄路改建工程局（てつろかいけんこうていきょく、繁体字中国語: 鐵路改建工程局、略称鉄工局または鉄改局）は、かつて存在した中華民国交通部傘下の鉄道建設を統括する政府機関。日本の旧日本鉄道建設公団に相当する。
台湾鉄路管理局の路線や駅の新設、改良事業において事業計画策定、設計、施工業務を統括している。元々は個別の事業、地域ごとに部署を設立していたが、事業の進展に伴い交通部直下で全国規模の部局へ変貌することになったが、2018年に交通部鉄道局へ再編された。

## 沿革

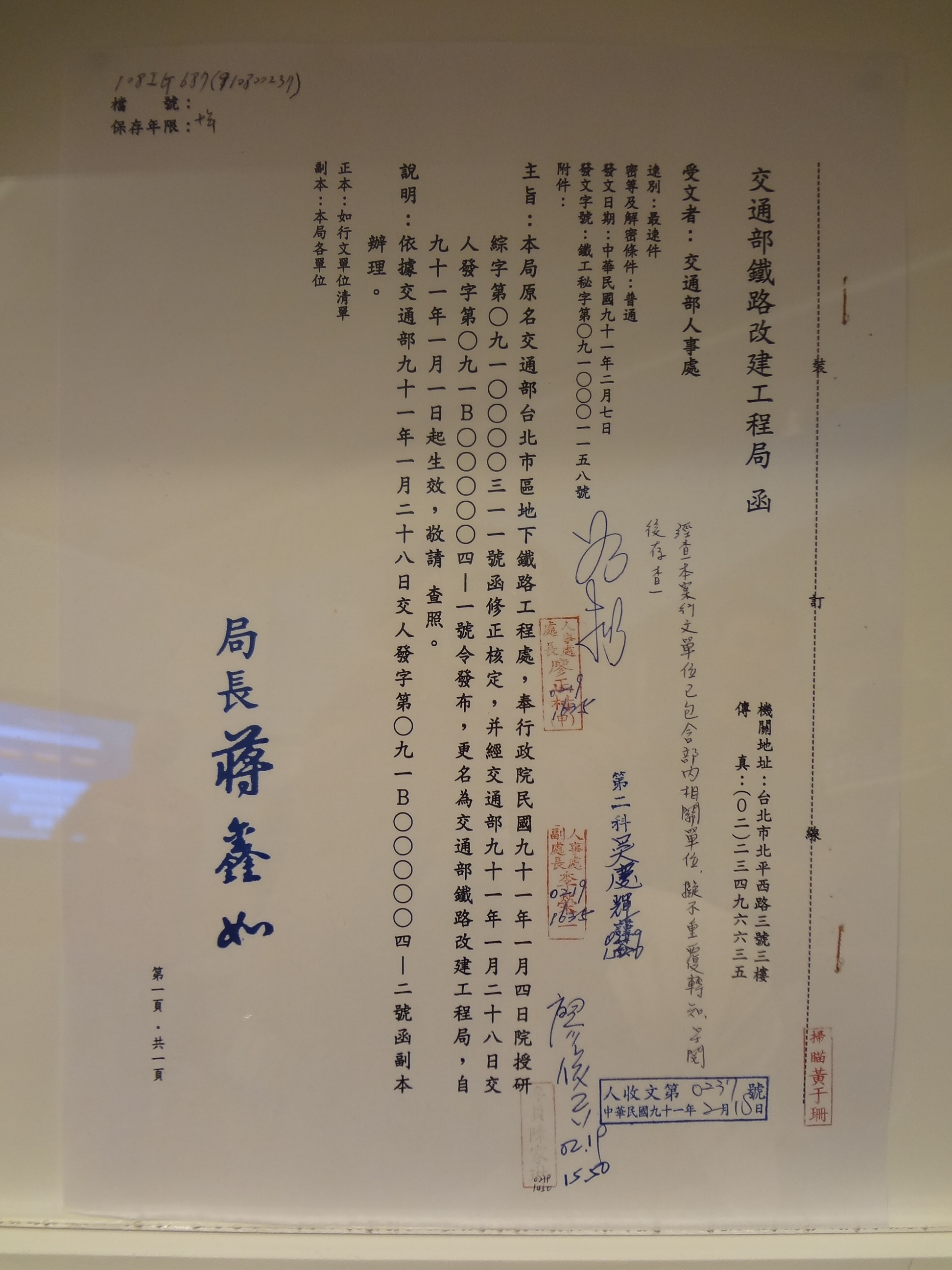
2002年1月1日付の交通部台北市区地下鉄路工程処から交通部鉄路改建工程局の改名における公文書

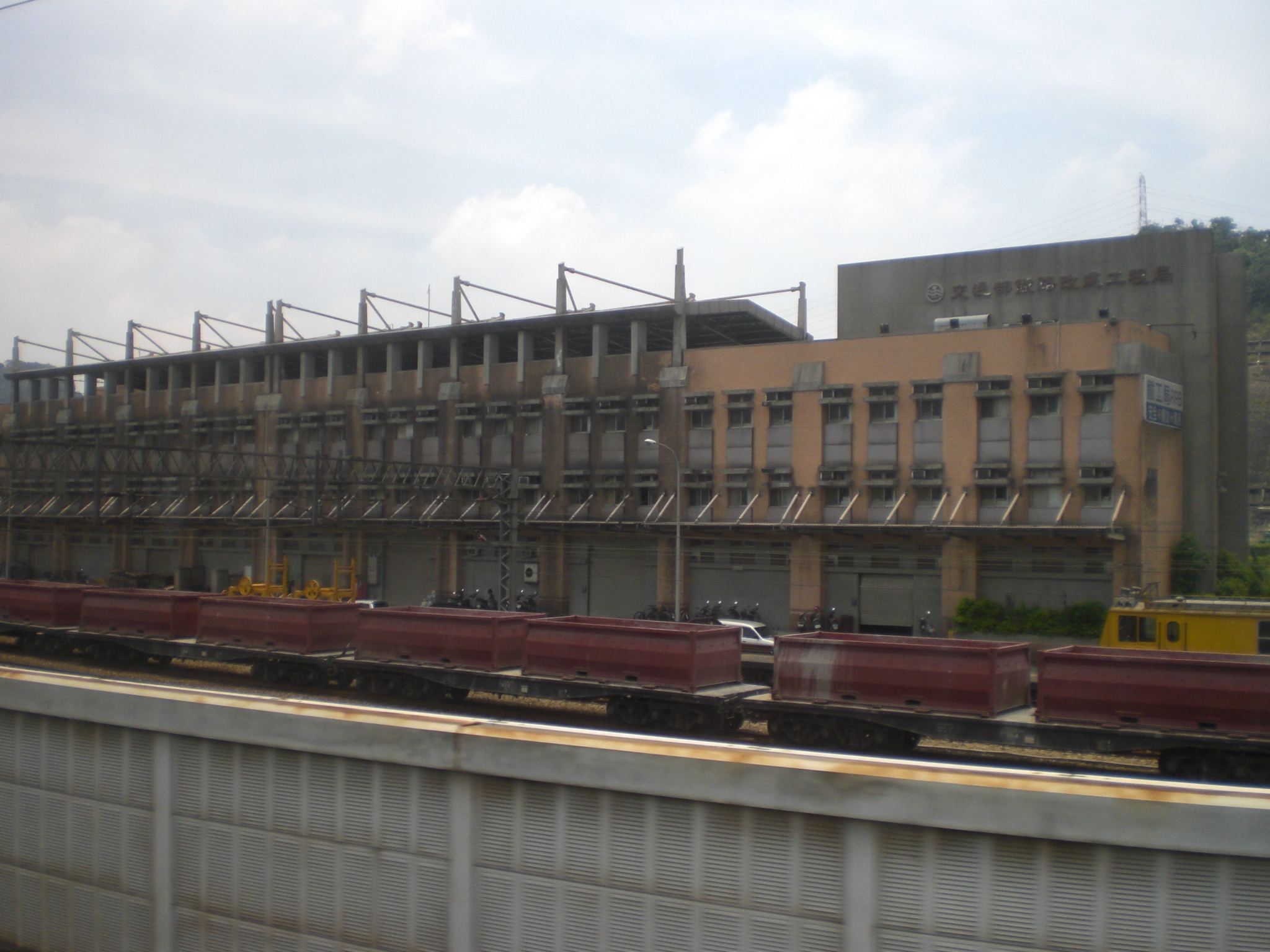
五堵貨場付近の局舎

- 1973年12月25日 - 北廻線建設に伴い、台湾省政府が「北迴鉄路工程処」を台湾省政府交通処傘下に設立。北廻線完工後は北廻鉄路工程処は南廻線建設に伴い「南廻鉄路工程処」へ改称。南廻線完工後は為了台東線などの改良事業に伴い「東部鉄路改善工程局」へ改称。
- 1983年7月1日 - 台北駅の地下化を含む台北市街地鉄道地下化事業（中国語版）に伴い行政院は交通部傘下に、直轄市である台北市政府と台湾省政府双方が管轄する重複事案を調整、統括すべく「交通部台北市区地下鉄路工程処」（略称地鉄処）を発足させた。これが鉄工局の前身となる。その後も地鉄処が「松山専案（松山駅地下化）」、「萬板専案（万華駅 - 板橋駅地下化）」、「南港専案（南港駅地下化）」などの台北都市圏鉄道改善事業を担当する[1]。
- 1999年7月1日 - 虚省化に伴い、東部鉄道改善工程局は交通部地鉄処傘下となり、台湾東部の鉄道改善事業を担当。
- 2000年3月1日 - 地鉄処が「中南地鉄部会（地鐵小組）」を設立。
- 2002年1月1日 - 地鉄処が「交通部鉄路改建工程局」に改名[1]、局本部は台北市中正区北平西路3号（台北駅）3階に置かれた。事業範囲を台湾全土に拡大し、改良事業の計画立案から設計、施工を統括することになる。同時に東部鉄路改善工程局も「東部工程処」へと改名。
- 2007年2月5日 - 中南部の改善事業計画推進のため「南部工程処」を設立（前身は高雄作業課（作業組））[1]。主要人材は台湾区国道新建工程局（中国語版）第四工程処からの異動。
- 2009年7月1日 - 中南地鉄小組が「中部工程処」に改称[1]。
- 2018年6月11日 - 台湾高速鉄道や地方都市の捷運で設計施工を担当していた部局の高速鉄路工程局と統合、鉄道局となる[2]。

## 組織
- 局長
  - 副局長
    - 主任秘書
    - 総工程司
      - 副総工程司

### 局本部
- 計画部（規劃組）
- 工務部（工務組）
  - 軌道工程総隊（鋪軌工程總隊）
  - 測量工程総隊
- 機電部（機電組）
  - 電力工程総隊
  - 電務工程総隊
  - 信号工程総隊（號誌工程總隊）
- 運務部（運務組）
- 工程管理部（工管組）
  - 工程材料施工所
- 労働安全室（勞安室）（タスクグループ）
- 人事室
- 公務倫理室（政風室）
- 主計室
- 秘書室
- 広報室（公關室）（タスクグループ）
- 情報室（資訊室）（タスクグループ）

### 下部組織
- 東部工程処
- 南部工程処
- 中部工程処
- 南港施工区（タスクグループ）

## 事業

### 完成済み
- 台北鉄路地下化事業（中国語版）
  - 台北駅地下化
  - 松山専案
  - 萬板専案
  - 南港専案（台鉄部分）
- 東部鉄道改善計画（中国語版）
  - 東部鉄道後期改善計画（冬山駅高架化事業含む）
- 沙崙線（高速鉄路工程局設計、鉄路改建工程局施工）
- 内湾線（高速鉄路工程局設計、鉄路改建工程局施工。竹中駅 - 六家駅間新設含む）
- 員林市内鉄道高架化計画（中国語版）
- 林辺郷鉄道高架捷運化計画（中国語版）
- 台中都市圏鉄道高架化計画（中国語版）（高架化完成）
- 基隆駅再開発移転計画
- 台東線電化一部複線化計画（中国語版）および花東駅舎更新計画

### 施工中
鉄道局へ引き継がれた。
- 高雄市鉄道地下化計画（中国語版）
  - 左営計画（中国語版）
  - 高雄計画（中国語版）
  - 鳳山計画（中国語版）
- 高雄潮州捷運化計画（中国語版）
- 台中都市圏鉄道高架捷運化計画（中国語版）（新設駅施工）
- 台東線全線複線化および駅舎更新計画（一部完成）
- 台南市鉄道地下化計画（中国語版）
  - 善化計画
  - 台南計画
- 南廻線電化（2014年11月16日起工）

### 計画中
鉄道局へ引き継がれた。
- 嘉義市鉄道高架化計画（中国語版）
- 北宜直線鉄路
- 恒春線
- 海生館線

## 歴代局長
| 代                                | 姓名                              | 就任時期                          | 退任時期                          |                                   |                                   |                                   |                                   |                                   |                                   |                                   |                                   |
| 交通部台北市区地下鉄路工程処 処長 | 交通部台北市区地下鉄路工程処 処長 | 交通部台北市区地下鉄路工程処 処長 | 交通部台北市区地下鉄路工程処 処長 | 交通部台北市区地下鉄路工程処 処長 | 交通部台北市区地下鉄路工程処 処長 | 交通部台北市区地下鉄路工程処 処長 | 交通部台北市区地下鉄路工程処 処長 | 交通部台北市区地下鉄路工程処 処長 | 交通部台北市区地下鉄路工程処 処長 | 交通部台北市区地下鉄路工程処 処長 | 交通部台北市区地下鉄路工程処 処長 |
| --------------------------------- | --------------------------------- | --------------------------------- | --------------------------------- | --------------------------------- | --------------------------------- | --------------------------------- | --------------------------------- | --------------------------------- | --------------------------------- | --------------------------------- | --------------------------------- |
| 1                                 | 董萍                              | 1983年7月                         | 1993年11月                        |                                   |                                   |                                   |                                   |                                   |                                   |                                   |                                   |
| 2                                 | 蒋鑫如（蔣鑫如）                  | 1993年12月                        | 2001年12月31日                    |                                   |                                   |                                   |                                   |                                   |                                   |                                   |                                   |
| 交通部鐵路改建工程局 局長         |                                   |                                   |                                   |                                   |                                   |                                   |                                   |                                   |                                   |                                   |                                   |
| 1                                 | 蒋鑫如                            | 2002年1月1日                      | 2004年3月                         |                                   |                                   |                                   |                                   |                                   |                                   |                                   |                                   |
| 2                                 | 謝朝儀                            | 2004年3月                         | 2005年11月                        |                                   |                                   |                                   |                                   |                                   |                                   |                                   |                                   |
| 3                                 | 鄭賜栄（鄭賜榮）                  | 2005年11月                        | 2008年1月                         |                                   |                                   |                                   |                                   |                                   |                                   |                                   |                                   |
| 代理                              | 蒋鑫如                            | 2008年1月                         | 2008年7月                         |                                   |                                   |                                   |                                   |                                   |                                   |                                   |                                   |
| 4                                 | 許俊逸                            | 2008年7月                         | 2013年3月24日                     |                                   |                                   |                                   |                                   |                                   |                                   |                                   |                                   |
| 5                                 | 周永暉                            | 2013年3月25日                     | 2014年4月7日                      |                                   |                                   |                                   |                                   |                                   |                                   |                                   |                                   |
| 6                                 | 曾大仁                            | 2014年4月7日                      | 2014年9月14日                     |                                   |                                   |                                   |                                   |                                   |                                   |                                   |                                   |
| 代理                              | 胡湘麟                            | 2014年9月15日                     | 2018年6月11日                     |                                   |                                   |                                   |                                   |                                   |                                   |                                   |                                   |